# アマノ (ドラッグストア)
株式会社アマノ（英: AMANO INC.）は、愛知県名古屋市東区に本社を置くドラッグストアチェーンである。

## 概要
ドラッグストアの「アマノ」、病院内売店コンビニエンスストアを名古屋を中心に展開。このほか調剤薬局、エステティックサロンの運営も行っている。
かつてカメラ事業として運営していた「カメラのアマノ」は、2002年に分社化しカメラのアマノ株式会社となっている。

## 沿革
- 1899年（明治32年） - 配置売薬業として創業[1]。
- 1946年（昭和21年）11月9日 - 「株式会社天野慈善堂」を設立[1]。
- 1967年（昭和42年） - 「天野薬品株式会社」に商号を変更[1]。
- 1972年（昭和47年） - 「株式会社アマノ」に商号を変更[1]。
- 1991年（平成3年） - 株式会社ハイカラーと業務提携[1]。
- 2002年（平成14年） - カメラ事業を分社化し株式会社ハイカラーと合併[1]。カメラのアマノ株式会社を設立[1]。
- 2011年（平成23年） - アマノ株式会社は、アマノ本部株式会社に商号変更し持株会社化[1]。同時に分社型新設分割により事業会社の新「アマノ株式会社」を設立[1]。

## 店舗

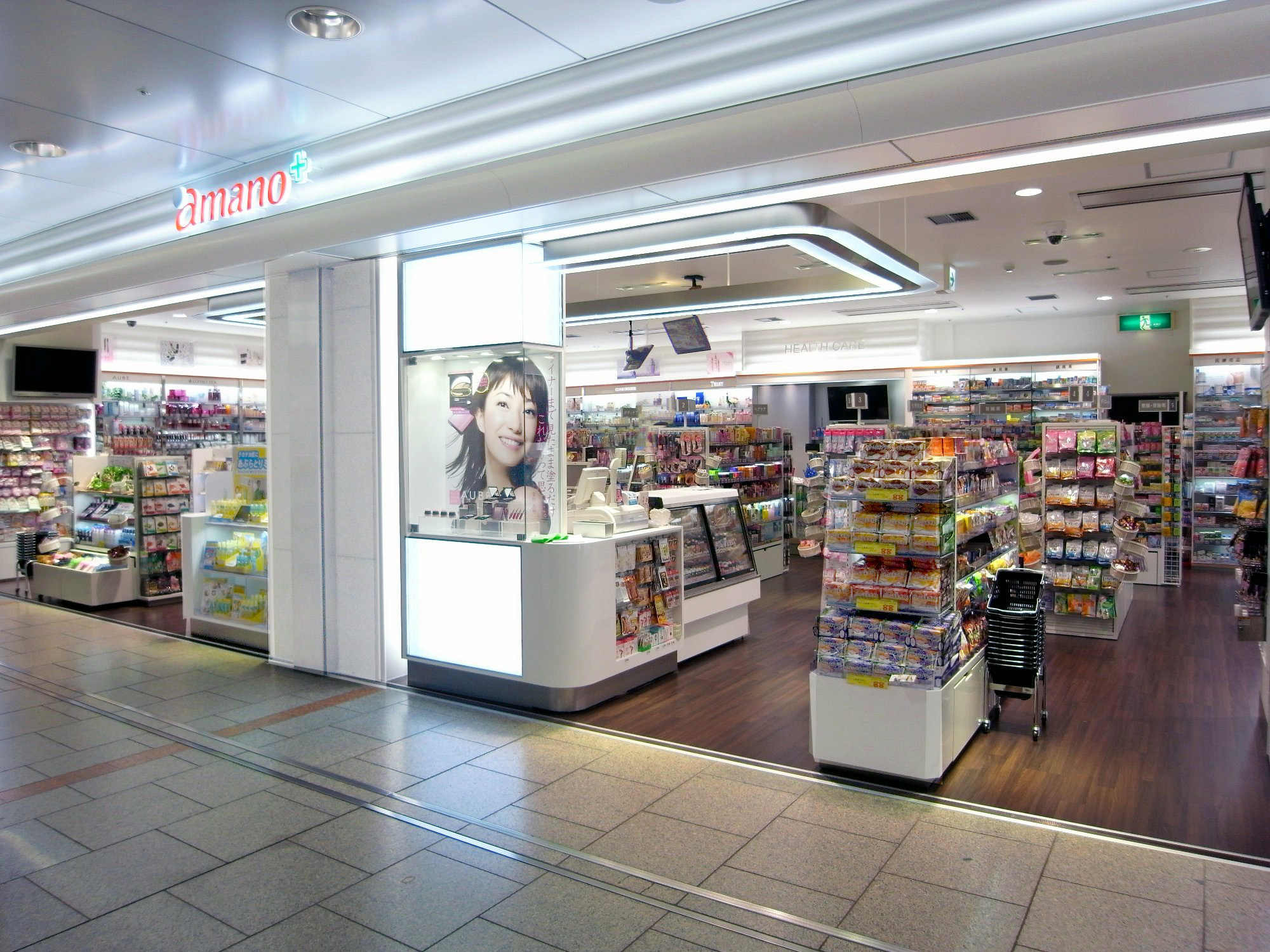
アマノ　ＪＲ名駅中央店

- アマノ 18店舗
- 調剤薬局 19店舗

## 関連会社
- カメラのアマノ株式会社
- 天野エンザイム株式会社
- アマノエンザイムヨーロッパ
- アマノエンザイムUSA
- 大和化成株式会社
- 静岡生化学株式会社
- 天野商事株式会社
- 株式会社あまの創健
- 株式会社天友